# Kira Weidle
Kira Marie Weidle (Stuttgart, 24 februari 1996) is een Duitse alpineskiester. Ze vertegenwoordigde haar vaderland op de Olympische Winterspelen 2018 in Pyeongchang.

## Carrière
Weidle maakte haar wereldbekerdebuut in januari 2016 in Altenmarkt-Zauchensee. In december 2016 scoorde ze in Lake Louise haar eerste wereldbekerpunten. Op de wereldkampioenschappen alpineskiën 2017 eindigde de Duitse als 29e op de afdaling en als 31e op de Super G. In december 2017 behaalde Weidle in Lake Louise haar eerste toptienklassering in een wereldbekerwedstrijd. Tijdens de Olympische Winterspelen van 2018 eindigde ze als elfde op de afdaling.
In december 2018 stond de Duitse in Lake Louise voor de eerste maal in haar carrière op het podium van een wereldbekerwedstrijd. In Åre nam Weidle deel aan de wereldkampioenschappen alpineskiën 2019. Op dit toernooi eindigde ze als dertiende op de afdaling en als achttiende op de Super G.
In februari 2021 behaalde ze voor het eerst een medaille tijdens de WK afdaling in Cortina D'Ampezzo. Daar werd ze verrassend tweede achter de Zwitserse Corinne Suter.

## Resultaten

### Olympische Winterspelen
| Jaar | Plaats      | Resultaten               |
| ---- | ----------- | ------------------------ |
| 2018 | Pyeongchang | 11e Afdaling DNF Super G |

### Wereldkampioenschappen
| Jaar | Plaats            | Resultaten                                     |
| ---- | ----------------- | ---------------------------------------------- |
| 2017 | Sankt Moritz      | 29e Afdaling 31e Super G DSQ Alpine combinatie |
| 2019 | Åre               | 13e Afdaling 18e Super G                       |
| 2021 | Cortina d'Ampezzo | Afdaling · 19e Super G · -- Alpine combinatie  |

### Wereldbeker
Eindklasseringen
| Seizoen   | Algm | AD  | SG  |
| --------- | ---- | --- | --- |
| 2016/2017 | 105e | 50e | 41e |
| 2017/2018 | 62e  | 25e | 42e |
| 2018/2019 | 25e  | 5e  | 39e |
| 2019/2020 | 30e  | 13e | 36e |